# Station Czaplinek
Station Czaplinek is een spoorwegstation in de Poolse plaats Czaplinek.